# Jamal Charles
Jamal Charles (ur. 24 listopada 1995 w Gouyave) – grenadyjski piłkarz grający na pozycji napastnika w honduraskim klubie CD Real Sociedad, do którego jest wypożyczony z Real CD España. Reprezentant Grenady.

## Kariera
Charles rozpoczynał karierę w Paradise FC International. W 2017 roku wyjechał do Hondurasu. Występował tam w takich klubach jak: CDS Vida, CD Real Sociedad czy Real CD España.
W reprezentacji Grenady zadebiutował 14 maja 2015 przeciwko Dominice. Pierwszą bramkę zdobył dwa dni później w meczu z Saint Lucia.